# Шевченко Тарас Михайлович
Шевченко Тарас Михайлович (нар. 23 квітня 1982, Київ) — український музикант-мультиінструменталіст, продюсер, композитор, засновник та клавішник/перкусіоніст гурту Go_A.
Переможець Національного відбору 2020 з піснею «Соловей». Представник України на 64-му пісенному конкурсі «Євробачення» в Нідерландах з піснею «Шум», де гурт Go_A посів у фіналі 5-те місце, а за підсумками глядацького голосування — 2-ге місце.

## Життєпис
Народився у 1982 в Києві. Спочатку батьки хотіли назвати сина Максимом, ім'я «Тарас» було озвучене як жарт.
Тараса виховували мати Ольга Шевченко — завідувач катедрою іноземних мов в університеті, бабуся Лідія Левчук — лікар та племінниця режисера Тимофія Левчука, та прабабуся Євгенія Тебенчук — шкільна викладачка української мови та літератури. У дитинстві, замість традиційних колискових, мама співала Тарасу пісні з класичних англомовних фільмів таких як «Ромео і Джульєтта», а прабабуся розповідала історії зі свого життя — дитинство в царській Росії, революцію, Голодомор, Другу Світову війну та післявоєнні роки. Також мама була фанаткою «The Beatles» та поціновувачкою західної музики, тож вдома Тарас постійно слухав музику на платівках — Beatles, Boney M, Zodiacks, Ottawan та інших виконавців.
Після аварії на Чорнобильській АЕС, батьки перевезли Тараса до Клайпеди (Литва), де він жив до 1989. Оскільки литовської мови Тарас не знав, майже весь вільний час читав книжки та слухав радіо.
У 6 класі, співав у шкільному народному хорі, приблизно в цей же час Тарас уперше почув та побачив кліп гурту Queen, що в подальшому вплинуло на його бажання займатися музикою.
У 13 років батьки віддали Тараса до музичної школи по класу гітари, де він навчався до 16 років.
Освіта
1998–2003, 2015–2017 — КНЕУ ім. Вадима Гетьмана.
2003 — Карлтонський університет (Оттава, Канада).
Кар'єра
З 2003 по 2016 працює у компанії ERC на посаді продакт-менеджера (спеціальність — АТС та IP-телефонія), у 2016 звільняється й влаштовується звукорежисером/аранжувальником на студію звукозапису «LSD Records», де на той момент записувався альбом Go_A «Іди на звук».
У 2019 звільняється з «LSD Records» й разом зі звукорежисером В'ячеславом Соболєвим відкриває власну студію звукозапису «Kobzar Records», на якій пізніше будуть написані «Соловей» та «Шум».

## Музична творчість
У 13 років мама подарувала Тарасу простенький синтезатор-«самограйку», з яким він зібрав свій перший гурт, де був клавішником та писав всю музику. Згодом у 14 років, збирає ще один гурт, в якому грає thrash metal, вже на гітарі.
В 1998 починає робити музику на комп'ютері та зі своїм однокласником Олексієм Потапенко збирає хіп-хоп гурт MCLB, який існує до 2001 року.
У 2001—2002 роках грає у складі гурту UGO й пише більшість музики до дебютного альбому «Мафія».
У 2002 разом з другом Дмитром Івановим та Потапом як продюсер, створює ню-метал гурт «Ураган Ж», до якого пізніше приєднуються барабанщик Василь Переверзєв (ТОЛ, ПНД) та вокаліст Олексій Шманьов (Karna, ENTREE). Гурт розпадається у 2003, так й не давши жодного концерту.
У 2002–2003 пише сольний альбом під псевдонімом DJ Doc. Альбом не видається, але пісня «На своей волне» потрапляє до дебютного альбому Потапа.
З 2003 по 2009 Тарас грає на гітарі у декількох гуртах, в основному nu-metal та death metal, для яких пише майже всю музику й паралельно робить аранжування на замовлення та для власної розваги пише пісні в стилях trance і drum'n'base.
У 2007 Тарас захоплюється грою на перкусії й наступні декілька років вивчає гру на дарбуці та джембе.
У 2009, разом з друзями створює groove-metal гурт «Fat from Mars», до якого потрапляє екс-вокаліст гурту «Skinhate» Євген «Ж. К.» Лашко. Гурт успішно концертує протягом 2010, але розпадається у 2011 через відсутність видимих перспектив для гурту та небажання грати таку музику далі.
У 2011—2012 грає на барабанах в оркестрі Бразильських барабанщиків «Samburashka».
У 2015 записує партії синтезаторів/семплера для альбому «Пам'ятай хто є ти» гурту «Morphine Suffering».
Go_A
У 2011, надихнувшись творчістю гуртів «Atmasfera», «Infected Mushroom», «Pendulum» та «Nero» вирішує створити електронний проект, що гратиме наживо з етнічними інструментами, але попередньо бачить там вокал у стилі reggae. Все змінюється після того, як під час подорожі Індією, Тарас потрапляє на театральну виставу, під час якої дівчина на сцені виконує Українську народну пісню — після цього з'являється бажання додати у проект український народний спів. В цей же час, вирішує назвати свій проект «Go_A». Незважаючи на те, що основним музичним інструментом Тараса є гітара, у Go_A він стає за клавішні/семплер, бо «якщо не я, то хто?».
У 2012 знайомиться зі співачкою Катериною Павленко, записує з нею пісню «Пробудження», після чого запрошує Катерину до гурту.
У 2015 році Go_A виграють конкурс «The Best Track in Ukraine» й пісня «Веснянка» потрапляє до ротації на радіо «Kiss FM», де 6 тижнів поспіль займає 1 місце у хіт-параді «10Dance».
У 2019 гурт випускає сингл «Рано-раненько», який потрапляє до музичного продюсера Українського Нацвідбору на Євробачення Руслана Квінти й він запрошує гурт взяти участь у Нацвідборі. Go_A перемагають на конкурсі з піснею «Соловей», отримавши найвищий бал від журі та глядачів. Через пандемію коронавірусу Євробачення 2020 було скасовано, однак Go_A представили Україну наступного року на Євробаченні 2021 з піснею «Шум», де здобули 5 місце за загальним голосуванням, та 2 місце за глядацьким голосуванням.
Після Євробачення, пісня «Шум» очолила рейтинг найпопулярніших треків на стрімінг-платформі «Spotify», та стала першою в історії україномовною піснею, що потрапила у хіт-парад Billboard. Наприкінці 2021, «Шум» посів 3 місце серед 250 найпопулярніших пісень за всю історію Євробачення «ESC Top 250».

## Дискографія

### Альбоми
| Рік  | Виконавець         | Назва альбому                           |
| ---- | ------------------ | --------------------------------------- |
| 1999 | MCLB               | Мы играем, что умеем                    |
| 2000 | MCLB               | Summer                                  |
| 2001 | Потап & DJ Doc     | Сколько слов пустых пропето             |
| 2001 | Потап & DJ Doc     | Когда кончаются идеи                    |
| 2002 | UGO                | Мафия (частково)                        |
| 2003 | Frunze 103         | Диагноз                                 |
| 2007 | New'Z'cool         | Школа, Кости, Рэп (частково)            |
| 2015 | Morphine Suffering | Пам'ятай Хто Є Ти (синтезатор, семплер) |
| 2016 | Go_A               | Іди на звук                             |

### Сингли
| Рік  | Виконавець           | Назва пісні                   |
| ---- | -------------------- | ----------------------------- |
| 2002 | LBC (Left Bank Clan) | Звезда                        |
| 2003 | Потап                | На своей волне (музика)       |
| 2010 | Fat from Mars        | СТРАХ                         |
| 2010 | Fat from Mars        | О. Б.                         |
| 2010 | Fat from Mars        | Zigmund                       |
| 2012 | Go_A                 | Коляда                        |
| 2013 | Go_A                 | Пробудження                   |
| 2017 | Go_A                 | Щедрий вечір (із Катя Chilly) |
| 2018 | T@urus               | Хто є ти (із Діма Libra)      |
| 2019 | Go_A                 | Рано-Раненько                 |
| 2019 | Go_A                 | Соловей                       |
| 2020 | taras shevchenko     | Ty meni ne tych               |
| 2021 | Go_A                 | Шум                           |

### Ремікси
| Рік  | Виконавець   | Назва пісні                         |
| ---- | ------------ | ----------------------------------- |
| 2016 | Mnishek      | Сонце (T@urus remix)                |
| 2017 | Sonya Kay    | Рай (Inchi De Potro remix)          |
| 2017 | Сальто Назад | О мамо (LSD & Inchi de Porto Remix) |